# 三浦太郎 (囲碁)
三浦 太郎（みうら たろう、2004年11月14日 - ）は、日本棋院東京本院所属の囲碁棋士。四段。東京都出身、洪清泉四段門下。

## 経歴
小学2年生の時に、一緒に始めようと碁盤や碁石を買ってきてくれた父とともに囲碁を始める。荒川区囲碁連盟主催のこども囲碁教室、囲碁喫茶くまとねこ（現在は閉店）に通って実力を伸ばし、小学4年生の時にアマチュア大会の榴石会・初段戦で優勝。その後洪清泉が主宰する洪道場に通い始め、実力を磨いた。2016年、小学6年生時に出場した第37回少年少女囲碁大会で優勝を果たす。
その後日本棋院東京本院の院生となり、2017年9月、冬季棋士採用試験に挑むも合同予選敗退。2018年10-11月、同試験の本戦で10勝5敗の成績を残したが、3位に留まり入段はならず（入段は13勝2敗の豊田裕仁と11勝4敗の福岡航太朗）。2019年10-11月、同試験にて本戦11勝3敗の首位となり、2位の近藤登志希（同じく11勝3敗）と共にプロ入りを決めた。2020年4月、15歳で入段。
入段初年の2020年には、非公式若手棋戦の第2回ワイズアカデミー杯で優勝。2021年にも非公式若手棋戦の第2回ディスカバリー杯で優勝。2022年の第3回ディスカバリー杯では、決勝戦で仲邑菫に敗れ準優勝。
2024年、第49期新人王戦で優勝し、自身初タイトル獲得。決勝戦では藤井浩貴を2勝0敗で下した。
2025年、第4回テイケイグループ杯俊英戦でBリーグを5戦全勝で1位通過、決勝でも連勝して優勝。

## 人物
- 対局に必要な体力を養うため、クライミングジムやスポーツハウスにも通う[2]。趣味は音楽と読書、特技はピアノとジャグリング[11]。幼いころには囲碁の他に水泳やバイオリンも習ったが、心の底から楽しいと感じたのは囲碁だけだったという[2]。
- 将来の有望な棋士として、年代の近い関航太郎・福岡航太朗と合わせ「三たろう」とする呼称がある[12][13]。

## 棋歴

### 獲得タイトル
- 新人王（2024年・第49期）
- テイケイグループ杯俊英戦 （2024-25・第4回）

### 良績
- ワイズアカデミー杯 優勝（2020年・第2回）※非公式戦
- ディスカバリー杯 優勝（2021年・第2回）、準優勝（第3回）※非公式戦

### 昇段履歴
- 2020年4月1日 入段
- 2021年11月26日 二段（勝数規定）[14]
- 2023年1月1日 三段（賞金ランキング）[15]
- 2024年12月22日 四段（勝数規定）